# Hans Freudenthal

Hans Freudenthal

Hans Freudenthal (n. 17 septembrie 1905 - d. 13 octombrie 1990) a fost un matematician neerlandez.
A adus contribuții în topologia algebrică, dar și în alte domenii ca: literatură, filozofie, istorie și predarea matematicii.
A deținut și funcția de președinte al Comisiei Internaționale a Învățământului Matematic.
A creat limbajul artificial Lincos, despre care susținea că ar fi necesar în cazul contactului cu extratereștrii.
La Conferința Sud-Asiatică de la Bombay din 1956, a ținut o conferință despre învățământul matematic.
Are lucrări referitoare la descoperirea unor texte babiloniene.

## Scrieri
- 1951: Oktaven, Ausnahmegruppen und Octavengeometrie (Utrecht)
- 1966: The Language of Logic (New York), în care arată cum trebuie folosit limbajul logic și conține operații cu mulțimi, propoziții, logică formală etc.
- 1963: Enseignement des mathématiques modernes, lucrare tradusă și în română sub titlul Limbajul logicii matematice și apărută la Editura Tehnică în 1973.

1. 1 2  Hans Freudenthal (în neerlandeză), Biografisch Portaal
2. 1 2 3 4  „Hans Freudenthal”, Gemeinsame Normdatei, accesat în 20 iulie 2018
3. 1 2 3  Autoritatea BnF, accesat în 10 octombrie 2015
4. 1 2  Hans Freudenthal, KNAW Past Members, accesat în 9 octombrie 2017
5. 1 2 3 4 5 6  Catalogus Professorum Academiae Rheno-Traiectinae, accesat în 5 februarie 2019
6. ↑   https://www.grafzoeken.nl/ Lipsește sau este vid: |title= (ajutor)
7. 1 2   (PDF) https://www.rug.nl/research/portal/files/14570486/c3.pdf, accesat în 10 septembrie 2018 Lipsește sau este vid: |title= (ajutor)
8. ↑  CONOR.SI[*] Verificați valoarea |titlelink= (ajutor)
9. ↑  , p. 58 https://books.google.cat/books?id=O2ozBgAAQBAJ&pg=PA58 Lipsește sau este vid: |title= (ajutor)
10. 1 2  MacTutor History of Mathematics archive
11. ↑  , p. 49 https://books.google.cat/books?id=O2ozBgAAQBAJ&pg=PA49 Lipsește sau este vid: |title= (ajutor)
12. ↑   https://www.cavavub.be/nl/eredoctoraten Lipsește sau este vid: |title= (ajutor)